# Sportovní Klub Slavia Praha (calcio a 5)
Lo Sportovní Klub Slavia Praha, noto in Italia più semplicemente come Slavia Praga, è una società ceca di calcio a 5 con sede a Praga, sezione di calcio a 5 dell'omonima polisportiva.

## Storia
La sezione di calcio a 5 dello Slavia Praga è stata fondata solamente nel 2009 rilevando il titolo sportivo del SELP Mladá Boleslav. Lo Slavia ha disputato il suo primo campionato ceco di calcio a 5 nella stagione 2009-10, chiudendo la stagione regolare al settimo posto e raggiungendo la semifinale dei play-off.